# هيئة تفتيش جلالة الملكة للتعليم
كانت مفتشية جلالة الملكة للتعليم وكالة تنفيذية تابعة للحكومة الاسكتلندية مسؤولة عن تفتيش المدارس العامة والخاصة والابتدائية والثانوية وكليات التعليم الإضافي والتعلم المجتمعي وإدارات تعليم السلطة المحلية وتعليم المعلمين.

## التاريخ
تم تعيين أول مفتشي جلالة الملكة للمدارس في عام 1840 م، وقد كان الأساس المنطقي للتعيينات الأولى لمفتش جلالة الملك مرتبطة بفحص ومراقبة «تطور التعليم الإبتدائي» وتفويض المفتش ليقول «ما التطورات في الأدوات والأجهزة والإدارة الداخلية للمدارس، في انضباط وإدارة المدرسة، طرق وأساليب التدريس التي تم الموافقة عليها من خلال الخبرة الأكثر شمولاً».
التركيز الاستثنائي في إسكتلندا على الجمع بين التفتيش والمراقبة والتقييم الذاتي كان أمراً محورياً في حملة رفع المعايير التعليمية.
يتم إدارة هيئة تفتيش جلالة الملكة للتعليم بواسطة «كبير مفتشي جلالة الملكة للتعليم»، واختصاصها أكثر توسعاً من نظيرها الإنجليزي «مكتب معايير التعليم». ما يعادل مفتش جلالة الملكة في ويلز وإستين وكان له نفس الاختصاص، وبما في ذلك تعليم الكبار.
وفي أعقاب قانون إسكتلندا عام 1998 م، أصبحت هيئة التفتيش وكالة حصرية للحكومة الإسكتلندية في 2001، وكانت هيئة مفتشي جلالة الملكة للتعليم مسؤولة أمام الوزراء الإسكتلنديين عن إدارة المفتشية ونظام التفتيش الإسكتلندي بأكمله. في 2003 م كان لديها 178 موظفاً مقرهم إدنبرة وإينفيرنيس وغلاسكو ودندي.
ثم أدت سياسة تشتيت وظائف القطاع العام إلى نقل المقر من إدنبرة إلى ليفينغستون، غرب لوثيان، إلى جانب افتتاح مكاتب جديدة في دونبارتونشايرو وايرشاير.
في أكتوبر عام 2010، أعلن سكرتير مجلس الوزراء للتعليم أن هيئة تفتيش جلالة الملكة للتعليم سيتم دمجها مع «تعلم وتعليم إسكتلندا» في وكالة تنفيذية جديدة للحكومة الإسكتلندية لتكون معروفة باسم «وكالة جودة وتحسين التعليم الإسكتلندي» والتي تم تسميتها لاحقاً «تعليم إسكتلندا»، وأوجدت في 6/30/ 2011.